# Hacienda Sotavento
Hacienda Sotavento är en ort i Mexiko.   Den ligger i kommunen Veracruz och delstaten Veracruz, i den sydöstra delen av landet, 300 km öster om huvudstaden Mexico City. Hacienda Sotavento ligger 24 meter över havet och antalet invånare är 1 583.
Terrängen runt Hacienda Sotavento är platt. Runt Hacienda Sotavento är det ganska tätbefolkat, med 230 invånare per kvadratkilometer. Närmaste större samhälle är Veracruz, 6,6 km nordost om Hacienda Sotavento. Trakten runt Hacienda Sotavento består till största delen av jordbruksmark.